# Ugriumikha
Ugriumikha (en rus: Угрюмиха) és un poble de l'óblast de Vladímir, a Rússia, segons el cens del 2010 tenia 18 habitants. Pertany al districte municipal de Sóbinka.